# 紹祺
紹祺（1824年—1888年），馬佳氏，字秋皋，滿洲鑲黃旗人。清朝官员、進士出身。

## 生平
咸豐二年（1852）壬子顺天鄉試中舉，咸豐六年登進士，授翰林院庶吉士。咸豐九年，任翰林院編修、詹事府左春坊左中允。后改國子監司業。同治二年，任會試同考官、右春坊右庶子、日講起居注官。同治五年，任左春坊左庶子、翰林院侍講學士、侍讀學士。同治六年，任詹事府少詹事。同治九年，升任詹事、順天鄉試監臨。同治十年，任內閣學士。同治十一年，任鑲紅旗蒙古副都統。同治十二年，署刑部右侍郎。次年任刑部左侍郎。光緒元年，兼任正紅旗護軍統領。光緒三年，任泰甯鎮總兵、總館內務府大臣。光緒九年，任察哈爾都統。光緒十二年，任理藩院尚書；次年署禮部尚書、刑部尚書。光緒十四年，任正藍旗蒙古副都統、紫禁城騎馬。
曾师从镶白旗满洲、道光二十年（1840年）庚子科进士敬和。

## 家庭
- 始祖馬穆敦。“鑲黄旗馬穆敦，嘉理庫城地方人……八世孫華色原任驍騎校，徳清、德明、孟保住俱現任筆帖式”（据《八旗滿洲氏族通譜》卷7）。
- 世祖黑德莫爾根（又和德）。
- 世祖奇普圖。
- 世祖巴當阿哈思瑚（又阿哈什库）。
- 世祖訥爾庫巴圖魯。
- 世祖珂庫噶哈，因军功授男爵，从龙入关。
- 世祖農岱。
- 世祖查桑阿，管理广宁地方掌印协领。
- 太高祖哈什泰，金州水师佐领。
- 高祖德清，盛京礼部赞礼郎。高祖母輝霍氏。
- 曾祖羅多禮，盛京礼部赞礼郎。曾祖母陈氏（三继妻）。
- 祖父禮部尚書勤直公昇寅。嫡祖母愛新覺羅氏（高祖貝勒察尼，太高祖豫通親王多鐸）、继祖母張氏（父镶蓝旗汉军官达）。
- 父寶琳（母张氏），直隸保定府知府兼署清河道。母董佳氏（父成都，祖父署成都府知府怀诚）。
- 胞叔寶珣，道光辛丑科進士、盛京將軍。妻瓜爾佳氏（父正红旗满洲、驻藏大臣斌良，胞叔文端公桂良，祖父闽浙总督玉德）、吳郎漢吉爾們氏（胞兄鑲白旗蒙古、道光乙未科進士桂楙，父嘉慶己巳恩科進士吉恆）。女馬佳氏，嫁奉恩鎮國公奕詢（惠端親王綿愉第四子）；其子貝子銜奉恩鎮國公載澤，儿媳葉赫那拉氏（胞姊葉赫那拉氏封光绪帝之孝定景皇后(隆裕太后)）。
- 姑母马佳氏，嫁正蓝旗满洲、嘉慶戊寅科舉人伊爾根覺羅氏伊陞阿（父嘉慶甲戌科進士树德 (进士)）。
- 胞兄紹諴（又紹淳，字葛民，號雲龍），安徽、山西布政使，駐藏幫辦大臣。养父慶喜（父成都將軍、烏里雅蘇台將軍廉敬）。子杭州知府、安徽按察使世善。女馬佳氏，原配嫁镶蓝旗宗室貝勒載瀅（父恭忠親王奕訢即道光帝第六子）。載瀅之继配妻赫舍里氏（胞姊赫舍里氏封同治帝之敬懿皇貴妃，祖父正藍旗滿洲、道光壬辰恩科進士舒兴阿 (赫舍里氏)）。
- 胞兄紹彝，山西汾州府知府。妻愛新覺羅氏（胞兄肃亲王善耆，父肅良親王隆懃）。
- 胞弟紹英，度支部大臣。
- 胞姊馬佳氏，嫁镶白旗满洲索綽絡氏景曾（胞叔道光十八年戊戌科進士寶鋆）。
- 从堂弟同治七年（1868年）戊辰科进士延誉。
- 妻愛新覺羅氏（胞兄豫慎親王義道，父豫厚親王裕全，祖父豫良親王修齡）；李氏（父内务府正白旗汉军李希晉，胞叔道光壬午（1822）进士李希曾，祖父嘉慶十三年戊辰（1808）進士李恩繹；胞姊一李氏，嫁镶黄旗满州、咸丰二年科举人裕瑚鲁氏恩元，其父道光丙申进士承齡；胞姊二李氏，嫁内务府镶黄旗汉军劉氏桂保，其祖父道光壬午恩科進士豫益；从堂姊李氏，嫁正蓝旗汉军、光緒二年丙子恩科進士胡俊章；且绍祺、恩元与胡俊章系咸豐二年（1852）壬子顺天鄉試同榜）。
- 子世培，世楫。
- 女馬佳氏（母李氏），系莊親王載勛继福晋。